# Jiloan Hamad
Jiloan Mohammed Hamad (arabisch جيلوان حمد; * 6. November 1990 in Baku, AsSSR, Sowjetunion) ist ein schwedischer Fußballspieler kurdischer Abstammung. Der Mittelfeldspieler, besitzt sowohl die schwedische als auch die irakische Staatsangehörigkeit. Er ist seit 2019 irakischer Nationalspieler.

## Karriere

### Beginn in Schweden
Hamad, dessen kurdische Eltern aus Ranya nach Baku geflüchtet waren, kam laut eigener Aussage im Gefängnis auf die Welt. Die Familie ließ sich 1992 in Schweden nieder. Jiloan Hamad's Vater, Mohammed Hamad, war fünfzehn Jahre lang Guerillakämpfer bei der kurdischen Peschmerga; Er kämpfte unter anderem gegen Saddam Hussein.
Jiloan Hamad begann bei BK Forward aus Örebro mit dem Fußballspielen. Gemeinsam mit dem Torhüter Dejan Garaca wechselte er aus der Nachwuchsmannschaft des Klubs Ende 2007 in die Jugendabteilung von Malmö FF. Zunächst lief er in der U-21-Mannschaft des Klubs auf und kam allenfalls in Testspielen für die Männermannschaft zum Einsatz. Im Juli des Jahres saß er beim Spiel gegen GIF Sundsvall erstmals in der Allsvenskan auf der Ersatzbank. Als Einwechselspieler debütierte er im September bei der 0:4-Niederlage im Auswärtsspiel gegen IF Elfsborg in der höchsten Spielklasse. Im Laufe der Folgespielzeit erkämpfte er sich einen Stammplatz im Mittelfeld und spielte sich damit auch in die U-21-Auswahlmannschaft.
In der Spielzeit 2010 bestritt Hamad 27 der 30 möglichen Ligaspiele an der Seite von Daniel Andersson, Wilton Figueiredo, Daniel Larsson und Ulrich Vinzents. Mit drei Toren und fünf Torvorlagen war er dabei am Gewinn des Lennart-Johansson-Pokals für den schwedischen Landesmeister beteiligt. Hatte er im Herbst mit der U-21-Nationalmannschaft gegen die Schweizer U-21-Nationalmannschaft erst in den Play-offs die Qualifikation zur U-21-Europameisterschaft 2011 verpasst, nominierte ihn A-Nationaltrainer Erik Hamrén für die Auftaktländerspiele im Januar des Folgejahres.
Am 19. Januar 2011 debütierte er in Kapstadt beim 2:1-Sieg gegen Botswana, als er für Guillermo Molins in der 72. Spielminute eingewechselt wurde. Beim 1:1 gegen Südafrika in Nelspruit spielte er 90 Minuten lang. Kurz zuvor hatte er die Laufzeit seines Vertrages bei Malmö FF um zwei Jahre verlängert. In der anschließenden Spielzeit kurzzeitig von kleineren Verletzungen gebremst, blieb er sowohl in Klub- als auch Nachwuchsnationalmannschaft Stammkraft.
2012 gehörte Hamad erneut dem Kader der Nationalmannschaft an, die in den Auftaktländerspielen am 18. und 23. Januar gegen Bahrain und Katar mit 2:0 und 5:0 siegte. In der anschließenden Spielzeit 2012 etablierte er sich im Mittelfeld von Malmö FF. Mit sechs Saisontoren und neun Torvorlagen war er am Erfolg des Klubs beteiligt, der sich als Tabellendritter für die Europa League qualifizierte. Zudem führte er die U-21-Auswahlmannschaft als Kapitän durch die Qualifikation zur U-21-Europameisterschaft 2013, bei der sich die Mannschaft für die Play-off-Spiele qualifizierte. Dort verpasste sie durch zwei Niederlagen gegen Italien die Endrundenteilnahme. Im Januar 2013 gehörte er erneut zum Aufgebot der A-Nationalmannschaft bei ihrer jährlichen Januartournee. In den beiden Turnierspielen um den King’s Cup in Chiang Mai (Thailand), beim 4:1-Sieg im Elfmeterschießen gegen Nordkorea am 23. und beim 3:0-Sieg gegen Finnland am 26. Januar 2013, trug er zum Turniersieg bei. Auch in der Meisterschaft trug er mit acht Saisontoren zum erneuten Gewinn des Meistertitels bei.

### Fortsetzung in Deutschland
Seit 1. Januar 2014 ist Hamad für den Bundesligisten TSG 1899 Hoffenheim spielberechtigt. Er unterschrieb bereits im Oktober 2013 einen bis zum 30. Juni 2017 gültigen Vertrag. Sein Bundesligadebüt gab er am 25. Januar 2014 (18. Spieltag) bei der 0:4-Niederlage im Auswärtsspiel beim 1. FC Nürnberg, in dem er 90 Minuten spielte. Nachdem sich Hamad in Hoffenheim zunächst nicht durchsetzen konnte, wurde er am 31. Januar 2015 bis zum Saisonende in die belgische Pro League an Standard Lüttich ausgeliehen. Nach Deutschland zurückgekehrt, erzielte er zum Bundesliga-Rückenrundenauftakt am 23. Januar 2016 (18. Spieltag) beim 1:1-Unentschieden im Heimspiel gegen Bayer 04 Leverkusen mit dem Führungstreffer in der 40. Minute sein erstes Bundesligator.

### Rückkehr nach Schweden
Im Februar 2017 wechselte er ablösefrei zurück nach Schweden und schloss sich dem Erstligisten Hammarby IF an. Hamad unterschrieb einen Vertrag mit einer Laufzeit von zwei Jahren und einer Option auf eine Verlängerung für ein weiteres Jahr.

### Thailand/Hongkong
Zu Beginn der Saison 2023/24 unterschrieb er in Thailand einen Vertrag beim Erstligaaufsteiger Uthai Thani FC. Nach insgesamt 23 Ligaspielen für den Verein aus Uthai Thani wurde sein Vertrag im Sommer 2024 nicht verlängert. Im Juli 2024 ging er nach Hongkong. Hier unterschrieb er einen Vertrag beim Erstligisten Lee Man FC.

## Erfolge
Malmö FF
- Schwedischer Meister: 2010, 2013